# Complexo mioelétrico migratório
O Complexo Mioelétrico Migratório ou Complexo Motor Migratório (CMM) diz respeito a um padrão de contração do músculo gastrointestinal e atividade mioelétrica despolarizante que se desloca do estômago até a válvula ileocecal, com frequência regular em intervalo de 90 a 120 minutos, durante o período interdigestório, ou seja, durante o jejum. 
O complexo e o acompanhamento da atividade motora limpam periodicamente o intestino de qualquer material que não tenha deixado o trato gastrointestinal, como restos de secrecões gástrica e pancreática, bactérias, detritos (como fragmentos ósseos) e células provenientes de descamação, preparando-o para a próxima refeição. Além disso, as contrações periódicas impedem a migração de bactérias colônicas para o íleo distal.
A alimentação interrompe o padrão de repetição do complexo mioelétrico migratório e inicia a atividade elétrica característica do estado de alimentação.

## Fases do CMM
Em humanos, o complexo motor migratório ocorre em intervalos de 90 a 120 minutos, e consistem de quatro fases distintas:
1. Um prolongado período de quiescência
2. Um período de aumento gradativo do potencial de ação e da contratilidade das células musculares lisas intestinais
3. Um período de alguns minutos de atividade mioelétrica máxima
4. Declínio gradual da atividade contrátil que se funde ao próximo período de quiescência.[2]

## Controle e Regulação
O controle da atividade do complexo mioelétrico migratório é feito pela motilina, um peptídeo de 22 aminoácidos sintetizado pela mucosa duodenal e liberado no final da fase 2 do CMM. Além disso, o sistema nervoso entérico atua na coordenação dos movimentos, com modulação do sistema nervoso autônomo extrínseco.